# Piercing delle grandi labbra

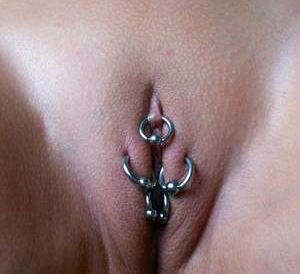
Piercing alle grandi labbra unitamente a un piercing del cappuccio del clitoride e due piercing delle piccole labbra

Il piercing delle grandi labbra (in inglese outer labia piercing) è un tipo di piercing praticato forando le grandi labbra della vulva e inserendovi un anello o una barretta.

## Storia
Nella letteratura scientifica e antropologica, la pratica del piercing alle grandi labbra si confonde spesso con la pratica dell'infibulazione, poiché tale tipo di piercing veniva talvolta praticato con il medesimo scopo di ottenere l'inaccessibilità ai genitali femminili, così da costringere la ragazza alla castità prematrimoniale. In alcune culture africane, asiatiche, così come nell'antico Egitto, era infatti in uso la pratica dell'infibulazione con cucitura dei genitali esterni, in altri casi sarebbero stati utilizzati degli anelli in seguito saldati assieme, in modo tale che potevano essere tolti solamente tagliandoli. Anche tra gli antichi romani era occasionalmente praticata la perforazione delle grandi labbra con l'inserimento di anelli così da prevenire l'accesso all'area genitale.
In talune culture la pratica del piercing della grandi labbra ha invece uno scopo ornamentale se non di stimolazione erotica. Ad esempio le donne dell'isola di Truk, oggi Stato di Chuuk, erano solite perforarsi le grandi labbra per inserirvi oggetti che tintinnavano al loro cammino. Così come i maschi Daiachi perforano il glande del pene, anche le donne Daiachi sono solite perforare le grandi e le piccole labbra, utilizzando delle spine o delle ossa di animale e inserendovi poi dei larghi anelli dello spessore di una matita. Anche il clitoride viene perforato verticalmente assieme al cappuccio del clitoride, inserendo nel foro un piccolo anello d'oro. Talvolta l'anello viene sostituito con un gioiello a forma di fuso, molto doloroso da inserire, che non viene più tolto ed è oggetto di grande orgoglio per le donne Daiachi.

## Nella cultura di massa
- Uno dei primi titoli della letteratura a inserire il piercing delle grandi labbra al proprio interno è Histoire d'O di Pauline Reage, nel quale la protagonista, al termine del proprio processo di sottomissione sadomasichista, viene marchiata a fuoco sulle natiche e le viene praticato un piercing alle grandi labbra, in cui viene inserito un anello a cui viene agganciato un ciondolo. Ritroviamo la medesima pratica anche nella celebre trasposizione cinematografica del 1975, diretta da Just Jackin e interpretata da Corinne Cléry.
- Il fumettista Georges Pichard ha sovente rappresentato all'interno dei suoi fumetti erotici il piercing delle grandi labbra, unitamente al piercing dei capezzoli, laddove entrambi vengono utilizzati quali mezzi di costrizione o imposizione di castità alle protagoniste delle sue storie.